# Миколаївка (Лохвицький район)
Микола́ївка — колишнє село в Україні. Підпорядковувалося Вирішальненській сільській раді Лохвицького району Полтавської області. Зняте з обліку 23 грудня 2005 року.